# Karel Schummelketel
Karel Johan Schummelketel, född 24 september 1897 i Breda, död 8 januari 1981 i Harderwijk, var en nederländsk ryttare.
Schummelketel blev olympisk silvermedaljör i fälttävlan vid sommarspelen 1932 i Los Angeles.